# Szeptember 11.
.
Szeptember 11. az év 254. (szökőévben 255.) napja a Gergely-naptár szerint. Az évből még 111 nap van hátra.
Névnapok: Teodóra + Dioméd, Elga, Emil, Emilián, Félix, Helma, Helza, Igor, Jácint, Milán, Milton

## Események
- 1146 – II. Géza magyar király a Fischa menti csatában nagy győzelmet arat Henrik osztrák őrgróf felett, aki a trónkövetelő Borisz – Kálmán király állítólagos fia – érdekében támad Magyarországra.
- 1337 – I. Károly (Károly Róbert) magyar király békét köt az osztrák herceggel.
- 1609 – Henry Hudson e napon fedezi fel Manhattant.
- 1649 – Oliver Cromwell elfoglalja Drogheda városát. Az angolok tömeges kivégzéseket rendeznek.
- 1697 – Savoyai Jenő herceg győzelme Zentánál a Elmas Mehmet pasa, nagyvezír vezette törökök ellen (A nagyvezír is elesik a csatában).
- 1709 – Savoyai Jenő herceg győzelme Malplaquet mellett a XIV. Lajos francia király hadereje fölött.
- 1714 – A spanyol örökösödési háború (1701–1713) záró hadi eseményeként a későbbi V. (Bourbon) Fülöp spanyol király csapatai bevonultak a másfél évig ostromolt Barcelonába, és véget vetettek a második katalán önállósodási kísérletnek. A Diada hivatalos gyásznap Katalóniában.
- 1741 – Pozsonyi országgyűlés, melyen a magyar nemesség felsorakozik Mária Terézia királynő mögé. („Vitam et sanguinem pro rege nostro!”, azaz „Életünket és vérünket uralkodónkért”!). Az országgyűlés általános nemesi felkelést határoz el.
- 1760 – Mária Terézia császárné Bécsben megalapítja a magyar nemesi testőrséget.
- 1825 – Pozsonyban összeül az első magyar reform-országgyűlés.
- 1848 – Lemond a Batthyány-kormány
- 1848 – Megkezdődik Jellasics császári tábornagy, horvát bán őszi hadjárata a magyar forradalom ellen.
- 1869 – Befejeződik a skóciai Wallace Monument építése.
- 1896 – Megindul a vezetékes ivóvíz-szolgáltatás Kolozsváron.[1]
- 1906 – A spanyol püspöki kar pásztorlevélben ítéli el a polgári házasságkötést.
- 1922 – A Palesztina feletti brit mandátum kezdete.
- 1925 – Megnyílik Hamburgban a Volksparkstadion.
- 1926 – Megkezdődik Belgrádban az első nagyszabású szabadkőműves kongresszus, ahol a magyar küldöttséget Balassa József vezeti.
- 1926 – Sikertelen merényletet követnek el Benito Mussolini ellen.
- 1927 – A jugoszláv választások a kormánypártok győzelmével záródnak.
- 1940 – Bevonul Kolozsvárra a magyar honvédség.[2]
- 1941 – E napon kezdődik meg annak az ötszögletű (könyvtárnak szánt) épületnek az építése, mely később Pentagon néven az amerikai hadügyminisztérium székháza lesz.
- 1952 – Konrad Adenauer német kancellár ezen a napon írja alá a zsidóknak fizetendő jóvátételről szóló megállapodást.
- 1964 – Afganisztánban szeptember 11. a nemzeti egység megalakulásának napja.
- 1973 – 1973-as chilei katonai hatalomátvétel Chilében: az Egyesült Államok támogatásával katonai puccs dönti meg Salvador Allende demokratikusan megválasztott rendszerét. A terrornak kb. 3000 ember esik áldozatul. Augusto Pinochet katonai diktatúrája a baloldali pártokat és a szakszervezeteket a legkegyetlenebb eszközökkel felszámolja.
- 1980 - katonai puccs Törökországban.
- 1985 – Az amerikai ICE űrszonda megközelíti a Giacobini-Zinner üstököst.
- 1989 – Szabad az út Magyarországról az NSZK-ba a NDK állampolgárai számára. 24 órakor megnyitják a magyar határokat az eltávozni kívánó NDK állampolgárok előtt, azaz szabadon távozhatnak minden olyan államba, amely hajlandó számukra a be- vagy átutazást engedélyezni.
- 2001 – Terrortámadás éri New Yorkot: két eltérített utasszállító repülőgép csapódik a World Trade Center ikertornyaiba, melyek később összeomlanak. Egy harmadik gép az arlingtoni Pentagon épületébe csapódik. Hivatalos adatok szerint 2819-en halnak meg.
- 2012 – Az Egyesült Államok líbiai nagykövete, Cristopher Stevens és a külképviselet három másik amerikai munkatársa is életét veszti a kelet-líbiai Bengáziban, miután szélsőséges iszlamista fegyveresek rakétatámadást hajtanak végre a képviselet ellen.[3]

## Sportesemények
Olimpiai játékok
- 1972 – a müncheni olimpia zárónapja

Formula–1
- 1955 –  olasz nagydíj, Monza - Győztes:  Juan Manuel Fangio (Mercedes)
- 1977 –  olasz nagydíj, Monza - Győztes:  Mario Andretti (Lotus Ford Cosworth)
- 1983 –  olasz nagydíj, Monza - Győztes:  Nelson Piquet (Brabham BMW)
- 1988 –  olasz nagydíj, Monza - Győztes:  Gerhard Berger (Ferrari
- 1994 –  olasz nagydíj, Monza - Győztes:  Damon Hill (Williams Renault)
- 2005 –  belga nagydíj, Spa Francorchamps - Győztes:  Kimi Räikkönen (McLaren Mercedes)
- 2011 –  olasz nagydíj, Monza - Győztes: Sebastian Vettel  (Red Bull-Renault)

Labdarúgás
- 2018 – A magyar labdarúgó-válogatott 2018. szeptember 11-i mérkőzése: Magyarország–Görögország (Nemzetek Ligája)

## Születések
- 1524 – Pierre de Ronsard francia költő, a költészet hercege († 1585)
- 1556 – Kalazanci Szent József (José Calasanza/Calasanatius), a piarista rend alapítója († 1648)
- 1611 – Henri de La Tour d’Auvergne de Turenne francia marsall, sikeres hadvezér († 1675)
- 1763 – Gyulay Ignác magyar gróf, császári-királyi tábornok, a napóleoni háborúk hadvezére († 1831)
- 1815 – Horváth János honvéd ezredes († 1875)
- 1816 – Carl Zeiss német mechanikus, vállalkozó, optikai eszközök fejlesztője († 1888)
- 1820 – Szontágh Pál, Nógrád megyei földbirtokos, a főrendiház tagja, Madách Imre közeli barátja († 1904)
- 1853 – Katharina Schratt színésznő, Ferenc József császár szeretője († 1940)
- 1862 – O. Henry (er. William Sydney Porter), amerikai író († 1910)
- 1865 – Abonyi Árpád magyar író, újságíró († 1918)
- 1875 – Gillemot Ferenc labdarúgó, edző, sportújságíró, a magyar labdarúgó-válogatott első szövetségi kapitánya († 1916)
- 1877 – Bédy-Schwimmer Rózsa magyar feminista újságíró, a magyarországi feminista mozgalom egyik kiemelkedő személyisége († 1948)
- 1881 – Asta Nielsen dán színésznő, a némafilmkorszak sztárja († 1972)
- 1883 – Bethlen Pál magyar ügyvéd, nagybirtokos, felsőházi tag († 1971)
- 1885 – David Herbert Lawrence angol író, költő († 1930)
- 1892 – Pinto Colvig amerikai színész, Goofy és Pluto eredeti hangja († 1930)
- 1902 – Goldfinger Ernő magyar származású angliai építész († 1987)
- 1903 – Lázár Tihamér magyar színész († 1975)
- 1903 – Theodor Adorno német filozófus, szociológus, esztéta, zeneszerző († 1969)
- 1911 – Alfred Naujocks német titkosügynök, az SD bérgyilkosa († 1966)
- 1917 – Ferdinand Marcos a Fülöp-szigetek elnöke, diktátor († 1989)
- 1921 – Szeli István vajdasági magyar kritikus, irodalomtörténész († 2012)
- 1924 – José Behra (Joseph Edouard Robert Christian Behra) francia autóversenyző († 1997)
- 1926 – Mester János Jászai Mari-díjas magyar színész
- 1926 – Szentpál Mónika magyar tánc- és előadóművész, színésznő, érdemes művész († 2010)
- 1928 – Giancarlo Badessi olasz színész († 2011)
- 1930 – Juhász Gyula magyar történész, az MTA tagja († 1993)
- 1930 – T. Sós Vera Széchenyi-díjas magyar matematikus, akadémikus († 2023)
- 1930 – Makay Sándor Gobbi Hilda-díjas és Aase-díjas magyar színész († 2016)
- 1933 – Szűrös Mátyás közgazdász, kommunista politikus, ideiglenes köztársasági elnök (1989–1990)
- 1935 – German Tyitov a második szovjet űrhajós († 2000)
- 1937 – Ioszif Davidovics Kobzon szovjet-orosz énekes († 2018)
- 1938 – Tarjáni Ferenc kürtművész († 2017)
- 1940 – Brian De Palma amerikai filmrendező
- 1944 – Serge Haroche Nobel-díjas francia fizikus
- 1945 – Franz Beckenbauer német válogatott labdarúgó († 2024)
- 1945 – Cs. Gyimesi Éva irodalomtörténész († 2011)
- 1950 – Egri Márta Jászai Mari-díjas magyar színésznő
- 1953 – Kukely Júlia Liszt Ferenc-díjas magyar opera-énekesnő, szoprán († 2017)
- 1958 – Roxann Dawson amerikai színésznő
- 1959 – John Hawkes amerikai film- és televíziós színész
- 1959 − Tóth Enikő magyar színművész
- 1963 – Holl Nándor magyar színész, szinkronszínész
- 1964 – Román Judit magyar színésznő
- 1964 – Pesty László filmrendező, producer
- 1965 – Moby (er. Richard Melville Hall), amerikai zenész
- 1965 – Kovács Kálmán, magyar válogatott labdarúgó
- 1965 – Bassár el-Aszad Szíria elnöke (2000-)
- 1968 – Paládi Zsolt magyar író
- 1968 – Jáksó László magyar rádiós és televíziós műsorvezető, rendező, szerkesztő
- 1971 – Richard Ashcroft angol zenész, a The Verve frontembere
- 1972 – Krasimir Dunev bolgár tornász
- 1974 – Orlando Duque, világbajnok kolumbiai szupertoronyugró
- 1974 – Gallusz Nikolett magyar színésznő
- 1975 – Ocskay Gábor magyar jégkorongozó († 2009)
- 1976 – Tomáš Enge cseh autóversenyző
- 1977 – Varró Dániel József Attila-díjas magyar költő
- 1979 – Bánfalvi Eszter magyar színésznő
- 1979 – Éric Abidal francia labdarúgó
- 1980 – Antônio Pizzonia (Antonio Reginaldo Pizzonia Junior) brazil autóversenyző
- 1984 – Chris Colwill amerikai műugró
- 1987 – Szepesi Nikolett magyar úszónő
- 1987 – Tyler Hoechlin amerikai színész
- 1994 – Dwayne Benjamin Didon seychelles-i úszó
- 1991 – Kygo norvég lemezlovas
- 2002 – Peyton Watson amerikai kosárlabdázó

## Halálozások
- 1063 – I. Béla Árpád-házi magyar király
- 1594 – Kovacsóczy Farkas humanista, Erdély kancellárja (* 1540 körül)
- 1594 – Báthory Boldizsár erdélyi politikus (* 1560)
- 1645 – Gróf Eszterházy Miklós, Magyarország nádora (* 1582)
- 1733 – François Couperin francia zeneszerző (* 1668)
- 1809 – Horányi Elek piarista pap, tanár,  történettudós (* 1736)
- 1823 – David Ricardo brit üzletember, politikus, az angol klasszikus közgazdaságtan egyik legnagyobb alakja (* 1772)
- 1867 – Almási Balogh Pál homeopátiás magyar orvos, nyelvész, barlangkutató (* 1794)
- 1888 – Domingo Faustino Sarmiento argentin politikus, pedagógus, író, újságíró, tanár, államférfi és katona (* 1811)
- 1890 – Felice Casorati olasz matematikus (* 1835)
- 1917 – Téry Ödön, a magyar turistamozgalom egyik alapítója (* 1856)
- 1919 – Csáth Géza magyar író (* 1887)
- 1936 – Grigorij Jevszejevics Zinovjev (er. Ovszej-Gerson Aronovics Radomiszlszkij), ukrán származású bolsevik forradalmár, szovjet politikus, ideológus (* 1883)
- 1956 – Giller János ügyvéd, földbirtokos, felvidéki magyar politikus, kultúraszervező, szlovákiai tartománygyűlési és magyarországi országgyűlési képviselő (* 1886)
- 1959 – Bölöni György író, újságíró (* 1882)
- 1970 – Pusztai Pál magyar grafikus, karikaturista (* 1919)
- 1971 – Nyikita Szergejevics Hruscsov, szovjet politikus, pártfőtitkár (* 1894)
- 1972 – Hunyadi Buzás Endre főjegyző, országgyűlési képviselő (* 1895)
- 1973 – Salvador Allende chilei politikus. Dél-Amerika első szabadon megválasztott szocialista elnöke (* 1908)
- 1976 – Varga D. József magyar színész (* 1917)
- 1978 – Mihályi József precíziós műszerész, több forradalmi fényképészeti műszaki újítás megalkotója (* 1889)
- 1978 – Ronnie Peterson (Bengt Ronnie Peterson) svéd autóversenyző (* 1944)
- 1986 – Noel Streatfeild brit írónő (* 1895)
- 1993 – Erich Leinsdorf (er. Erich Landauer), osztrák születésű amerikai karmester (* 1912)
- 1994 – Levendel László író, orvos (* 1920)
- 1994 – Jessica Tandy Oscar-díjas amerikai színésznő (* 1909)
- 1996 – Fehér Klára József Attila-díjas magyar író, újságíró (* 1919)
- 2001 – Mohamed Atta muzulmán terrorista (* 1968)
- 2003 – Anna Lindh svéd külügyminiszter (* 1957)
- 2007 – Joe Zawinul osztrák jazzbillentyűs és zeneszerző, a fúziós zene és az elektromos billentyűs hangszerek használatának egyik úttörője (* 1932)
- 2009 – Gertrude Baines a világ akkori legidősebb embere (* 1894)
- 2009 – Juan Almeida Bosque kubai politikus, a kubai forradalom történelmi vezetőinek egyetlen fekete bőrű tagja (* 1927)
- 2010 – Huszár István magyar közgazdász, statisztikus, szakpolitikus (* 1927)
- 2011 – Andy Whitfield walesi származású színész és modell (* 1971)
- 2012 – Csernai Tibor olimpiai bajnok magyar labdarúgó (* 1938)
- 2015 – Neményi Ádám magyar producer, gyártásvezető (* 1958)
- 2019 – Rajk László Kossuth-díjas magyar építész, politikus (* 1949)
- 2023 – Fahidi Éva magyar holokauszt túlélő, író (* 1925)

## Nemzeti ünnepek, emléknapok, világnapok
- Katalónia nemzeti napja
- Moszkva város napja
- Hazafiak napja az Amerikai Egyesült Államokban, a 2001. szeptember 11-ei terrortámadás 2974 áldozatának emléknapja.